# Знак копирайта
Знак копирайта, знак авторского права (©) — знак охраны авторского права, представляет собой латинскую букву C (первая буква слова «copyright») в окружности.
Следует различать символ и знак охраны авторского права. Последний, как правило, состоит из:
1. символа ©,
2. имени (наименования) правообладателя,
3. года первого опубликования произведения.

Для сложного объекта авторских прав, состоящих из нескольких (под)объектов, принадлежащих разным правообладателям, символ может быть дополнен уточнением подобъекта (например, перевод, обложка, составление и т.п.). Для систематически изменявшегося объекта (например, компьютерной игры) может быть указан диапазон годов (например, от года выхода игры до года выход последнего изменения/дополнения к ней).  

## Употребление
В русской типографике употребление символа регулируется ГОСТ Р 7.0.1—2003.

### Бернская конвенция
Отсутствие знака не означает, что произведение не защищено авторскими правами, так как согласно Бернской конвенции, авторское право возникает в момент создания произведения, и для защиты авторских прав не требуется регистрация произведения или соблюдение каких-либо иных формальностей.
Знак охраны авторского права не создаёт дополнительных прав. Он только уведомляет, что авторские права принадлежат указанному физическому или юридическому лицу.

### Всемирная конвенция об авторском праве
В странах, присоединившихся только к Всемирной конвенции об авторском праве, наличие знака является определяющим для предоставления защиты авторских прав, в соответствии с п. 1 ст. III указанной конвенции в редакции 24 июля 1971 года.

## Производные символы
Перевёрнутый вокруг вертикальной оси знак охраны авторского права является символом копилефта. В отличие от символа авторского права, символ копилефта не имеет юридического значения.
Символ копилефта с наконечником стрелки в верхнем конце буквы C используется в качестве символа лицензий Share-alike проекта Creative Commons.
Перечёркнутый обратной косой чертой символ копирайта может обозначать, что произведение не защищено никаким известным авторским правом и поэтому находится в общественном достоянии. Данный символ также был разработан Creative Commons.

## Компьютеры
Символ копирайта включён в стандарт Юникод начиная с самой первой версии во втором по счёту блоке «Дополнение к латинице — 1» (англ. Latin-1 Supplement) под шестнадцатеричным кодом U+00A9 и называется copyright sign. В HTML символ может быть набран с помощью мнемоники &copy;. Отдельно от символа копирайта в блоке «Обрамлённые буквы и цифры» (англ. Enclosed Alphanumerics) Юникода присутствует схожий символ «C в круге» Ⓒ, который, однако, предназначен для использования в качестве маркера списка.
Символ копилефта отсутствовал в Юникоде до версии 11.0, вышедшей в июне 2018 года, в которой символ был добавлен в блок Дополнение к обрамлённым буквам и цифрам (англ. Enclosed Alphanumeric Supplement) под кодом U+1F12F и названием copyleft symbol.
Символы Share-alike и общественного достояния по состоянию на версию 12.1 не включены в стандарт, хотя подана заявка на их включение.

### Ввод с клавиатуры
В операционной системе Microsoft Windows, чтобы напечатать знак на клавиатуре, нужно ввести комбинацию Alt+0169. Этот символ также включён в типографскую раскладку Ильи Бирмана, где для его набора надо нажать AltGr+c.
В операционной системе Mac OS X, чтобы напечатать знак на клавиатуре, нужно ввести комбинацию ⌥ Option+G.
В X Window System (Linux), чтобы напечатать знак на клавиатуре, нужно ввести комбинацию Compose+o+c.